# Rojan
Rojan (en francès Roujan) és un municipi occità del Llenguadoc, del departament de l'Erau a la regió Occitània.

## Demografia

Població 1962-2008